# BeauSoleil
Pour les articles homonymes, voir Beausoleil.
BeauSoleil est un groupe américain de musique cadienne originaire de la Louisiane fondé à Lafayette en 1975. Leur répertoire est composé de traditionnels cadjins et zydeco sur des paroles en français cadien mais aussi en anglais.

## Historique
Les membres de BeauSoleil sont les frères Doucet, Michael Doucet (violon et chant) et David Doucet (guitare et chant), Jimmy Breaux (accordéon), Billy Ware (percussions), Tommy Alesi (percussions), et Mitchell Reed (contrebasse et violon).
Le groupe s'est ouvert à d'autres influences, jazz, rock 'n' roll, blues… ce qui leur vaut soit l'admiration car cela donne une énergie aux morceaux ou au contraire des critiques car cela dénature le genre[Qui ?].

## Prix et récompenses
- BeauSoleil a remporté en 1998 le Grammy Award for Best Traditional Folk Album pour L'amour ou la Folie.
- En 2005, BeauSoleil a gagné le Big Easy Entertainment Award for Best Cajun Band.
- En 2005, Michael Doucet a reçu une National Heritage Fellowship.
- En 2008, BeauSoleil a remporté un Grammy Award for Best Zydeco or Cajun Music Album pour son album Live at the 2008 New Orleans Jazz & Heritage Festival.

## Discographie
- 1977 : The Spirit of Cajun Music (Swallow Records)
- 1984 : Michael Doucet with BeauSoleil (Arhoolie Records)
- 1984 : Parlez-Nous a Boire (Arhoolie)
- 1986 : Allons a Lafayette (Arhoolie) with Canray Fontenot
- 1986 : Belizaire the Cajun [Original Soundtrack] (Arhoolie)
- 1987 : Bayou Boogie (Rounder Records)
- 1988 : Hot Chili Mama (Arhoolie)
- 1989 : Bayou Cadillac (Rounder)
- 1989 : Zydeco Gris Gris (Swallow)
- 1989 : Live from the Left Coast	 (Rounder)
- 1991 : Cajun Conja (Rhino)
- 1991 : Déjá Vu (Swallow)
- 1993 : La Danse de la vie (Forward)
- 1994 : Cajun & Creole Music (Music of the World)
- 1994 : L' Echo (Rhino/Forward)
- 1997 : L' Amour Ou la Folie (Rhino)
- 1997 : Arc de Triomphe Two-Step (Hemisphere)
- 2001 : Looking Back Tomorrow: Beausoleil Live! (Rhino)
- 2004 : Gitane Cajun (Vanguard)
- 2006 : Live in Louisiana (Way Down in Louisiana)
- 2008 : Live at the 2008 New Orleans Jazz & Heritage Festival BeauSoleil & Michael Doucet (MunckMix)
- 2009 : Alligator Purse (Yep Roc)
- 2010 : Laissez Les Bons Temps Rouler (The Great American Music Company)
- 2013 : From Bamako To Carencro (Compass Records)
- 2014